# آه يونسير دز أكاب
آه يونسير دز أكاب أو أيونشر ديزاكِب (بالإنجليزية: Ah Uincir Dz acab)‏ إله الشفاء أو رب الصحة في الديانة المايانية في أمريكا الوسطى - ولاسيما شرق غواتيمالا - وهو يختص بتحضير الأدوية، وحماية الأعشاب الطبية. يصورونه بشخصية الذكر والأنثى معًا، وكل جانب يختص بعلاج جنسه.